# Phil Hay
Phil Hay (...) è uno sceneggiatore statunitense.

## Biografia
Trascorse la propria infanzia non lontano da Akron, nell'Ohio. Quando ancora frequentava il college alla Brown University, partecipò ad una compagnia di improvvisazione teatrale nella quale strinse amicizia con Matt Manfredi, che diventerà suo partner professionale per la sceneggiatura di numerosi film.
Tutto il suo lavoro di sceneggiatore cinematografico è stato condotto in collaborazione con Matt Manfredi. La loro tecnica per la sceneggiatura comune consisteva nello scrivere separatamente due sceneggiature e poi scambiarsi i testi per eventuali modifiche o integrazioni.
Nel 2006, Phil Hay si sposò con l'attrice Karyn Kusama con la quale ebbe un figlio, di nome Michio.

La collaborazione artistica con Manfredi non si interruppe e nel 2015 portò alla luce la sceneggiatura del film The Invitation, diretto da Kusama.

## Filmografia
- Crazy/Beautiful, 2001
- Lo smoking, 2002
- Æon Flux - Il futuro ha inizio, 2005
- Scontro tra titani, 2010
- R.I.P.D. - Poliziotti dall'aldilà, 2013
- Poliziotto in prova, 2014
- The Invitation, 2015
- Un poliziotto ancora in prova, 2016
- Destroyer, 2018
- La misteriosa accademia dei giovani geni - serie TV (2021) - creatore e produttore esecutivo